# ماساهيرو موري
ماساهيرو موري (باليابانية: 森正洋؛ بالكانا: もり まさひろ) هو مصمم ياباني، ولد في 14 نوفمبر 1927 في ساغا في اليابان، وتوفي في 12 نوفمبر 2005 في ناغاساكي في اليابان.

## وصلات خارجية
- الموقع الرسمي